# Espace métrique faible
 (mars 2016).
Si vous disposez d'ouvrages ou d'articles de référence ou si vous connaissez des sites web de qualité traitant du thème abordé ici, merci de compléter l'article en donnant les références utiles à sa vérifiabilité et en les liant à la section « Notes et références ».
En mathématiques, un espace métrique faible (ou espace hémi-métrique) généralise la notion d'espace métrique et même d'espace pseudo-métrique.

## Définition
Une distance faible sur un ensemble {\displaystyle E} est une fonction
{\displaystyle \mathrm {d} :E\times E\to \mathbb {R} _{+}}
telle que pour tout {\displaystyle x,y,z\in E},
1. {\displaystyle \mathrm {d} (x,x)=0} ;
2. {\displaystyle \mathrm {d} (x,z)\leq \mathrm {d} (x,y)+\mathrm {d} (y,z)} (inégalité triangulaire).

Un espace métrique faible est alors un couple {\displaystyle (E,\mathrm {d} )} formé d'un ensemble {\displaystyle E} et d'une distance faible {\displaystyle \mathrm {d} } sur {\displaystyle E}.

### Exemples
C'est le cas des distances dans un réseau comportant des segments à sens unique, et généralement dans tout graphe orienté.

## Cas particuliers
- Une distance faible symétrique est un écart.
- Une distance faible qui vérifie la propriété de séparation est une quasi-distance.
- Une distance faible qui vérifie à la fois ces deux propriétés est une distance.

## Propriétés topologiques
Une distance faible induit une topologie sur {\displaystyle E}. Une base d'ouverts de cette topologie est donnée par l'ensemble :
{\displaystyle \{B_{r}\left(x\right):x\in E,r>0\},}
où {\displaystyle B_{r}\left(x\right)=\{y\in E:\mathrm {d} (x,y)<r\}} est la boule ouverte de rayon {\displaystyle r} centrée en {\displaystyle x}. En particulier, tout point de {\displaystyle E} admet une base dénombrable de voisinages. 